# Downstage Thrust Tour
Downstage Thrust Tour – dziesiąta trasa koncertowa grupy muzycznej Def Leppard, obejmująca tylko Amerykę Północną, w jej trakcie odbyły się pięćdziesiąt dwa koncerty.

## Program koncertów
1. "Rocket"
2. "Animal"
3. "Excitable"
4. "Foolin'"
5. "Mirror, Mirror (Look Into My Eyes)"
6. "Another Hit and Run"
7. "Love Bites"
8. Bass Solo
9. "Rock On"
10. "Two Steps Behind"
11. "Bringin' On The Heartbreak"
12. "Switch 625"
13. "Hysteria"
14. "Armageddon It"
15. "Photograph"
16. "Pour Some Sugar On Me"
17. "Rock of Ages"

## Lista koncertów
1. 27 czerwca 2007 – Cincinnati, Ohio, USA – Riverbend Music Center
2. 29 czerwca 2007 – Milwaukee, Wisconsin, USA - Summerfest
3. 30 czerwca 2007 – Tinley Park, Illinois, USA - First Midwest Bank Amphitheatre
4. 3 lipca 2007 – Bonner Springs, Kansas, USA - Verizon Wireless Amphitheater
5. 4 lipca 2007 – Maryland Heights, Missouri, USA - Verizon Wireless Amphitheater
6. 6 lipca 2007 – Noblesville, Indiana, USA - Verizon Wireless Music Center
7. 7 lipca 2007 – Burgettstown, Pensylwania, USA - Post-Gazette Pavillion
8. 8 lipca 2007 – Columbus, Ohio, USA - Germain Amphitheater
9. 11 lipca 2007 – Walker, Minnesota, USA - Moondance Jam
10. 13 lipca 2007 – Cuyahoga Falls, Ohio, USA - Blossom Music Center
11. 14 lipca 2007 – Camden, New Jersey, USA - Tweeter Center
12. 16 lipca 2007 – Toronto, Kanada – Molson Canadian Amphitheatre
13. 17 lipca 2007 – Montreal, Kanada - Bell Centre
14. 19 lipca 2007 – Uncasville, Connecticut, USA - Mohegan Sun Arena
15. 21 lipca 2007 – Sarnia, Kanada - Sarnia Bayfest
16. 22 lipca 2007 – Farwell, Michigan, USA - Mountain Rock Fest 2007
17. 24 lipca 2007 – Clarkston, Michigan, USA - DTE Energy Music Theatre
18. 26 lipca 2007 – Minot, Dakota Północna, USA - North Dakota State Fair
19. 28 lipca 2007 – Cheyenne, Wyoming, USA - Cheyenne Frontier Days
20. 11 sierpnia 2007 – Mansfield, Massachusetts, USA - Cheyenne Frontier Days
21. 12 sierpnia 2007 – Hershey, Pensylwania, USA - Hersheypark Stadium
22. 14 sierpnia 2007 – Wantagh, Nowy Jork, USA - Nikon at Jones Beach Theater
23. 15 sierpnia 2007 – Holmdel, New Jersey, USA - PNC Bank Arts Center
24. 17 sierpnia 2007 – Bristow, Wirginia, USA - Nissan Pavillion
25. 18 sierpnia 2007 – Virginia Beach, Wirginia, USA - Verizon Wireless Amphitheatre Virginia Beach
26. 22 sierpnia 2007 – Charlotte, Karolina Północna, USA - Verizon Wireless Amphitheatre
27. 24 sierpnia 2007 – Tampa, Floryda, USA - Ford Amphitheatre
28. 25 sierpnia 2007 – Atlanta, Georgia, USA - HiFi Buys Amphitheatre
29. 26 sierpnia 2007 – Louisville, Kentucky, USA - Freedom Hall
30. 27 sierpnia 2007 – Raleigh, Karolina Północna, USA - Walnut Creek Amphitheatre
31. 30 sierpnia 2007 – Selma, Teksas, USA - Verizon Wireless Amphitheatre
32. 31 sierpnia 2007 – The Woodlands, Teksas, USA - Cynthia Woods Mitchell Pavillion
33. 1 września 2007 – Dallas, Teksas, USA - Smirnoff Music Centre
34. 3 września 2007 – Saint Paul, Minnesota, USA - Minnesota State Fair
35. 5 września 2007 – Oklahoma City, Oklahoma, USA - Zoo Amphitheatre
36. 7 września 2007 – West Valley City, Utah, USA - USANA Amphitheatre
37. 8 września 2007 – Grand Juction, Kolorado, USA - Rock Jam
38. 9 września 2007 – Englewood, Kolorado, USA - Coors Amphitheatre
39. 12 września 2007 – Ridgefield, Waszyngton, USA - Clark County Amphitheater
40. 14 września 2007 – Wheatland, Kalifornia, USA - Sleep Train Amphitheatre
41. 15 września 2007 – Kelseyville, Kalifornia, USA - Konocti Harbor Resort & SPA
42. 16 września 2007 – Reno, Nevada, USA - Reno Events Center
43. 18 września 2007 – Concord, Kalifornia, USA - Sleep Train Pavillion
44. 20 września 2007 – Phoenix, Arizona, USA - Cricket Wireless Pavillion
45. 22 września 2007 – Las Vegas, Nevada, USA - Mandalay Bay Events Center
46. 23 września 2007 – Irvine, Kalifornia, USA - Verizon Wireless Amphitheatre
47. 26 września 2007 – Auburn, Waszyngton, USA - White River Amphitheatre
48. 27 września 2007 – Vancouver, Kanada - General Motors Place
49. 28 września 2007 – Victoria, Kanada - Save-On-Foods Memorial Centre
50. 30 września 2007 – Calgary, Kanada - Pengrowth Saddledome
51. 1 października 2007 – Edmonton, Kanada - Rexall Place
52. 2 października 2007 – Saskatoon, Kanada - Credit Union Centre

## Źródło
- http://www.deflepparduk.com/tour2007.html